# إدارة نزع الملكية للمنفعة العامة (الكويت)
إدارة نزع الملكية للمنفعة العامة (دولة الكويت) (بالإنجليزية: EXPROPRIATION FOR PUBLIC WELFARE DEPT)‏ وحدد إجراءات نزع الملكية واللجان العاملة بالإدارة انسجاماً مع أحكام المادة (18) من دستور الكويت على أن تكون الملكية الخاصة مصونة، فلا يمنع أحد من التصرف في ملكه ولا ينزع من أحد ملكه إلا للمنفعة العامة، كما نصت عليه المادة الأولى من القانون 33 لسنة 1964 على أن نزع ملكية العقارات أو الأراضي والاستيلاء عليها مؤقتاً إلا للمنفعة العامة ومقابل تعويض عادل ووفقاً لأحكام هذا القانون .

## التطور التاريخي
صدر القانون رقم 33 لسنة 1964 في شأن نزع الملكية والاستيلاء المؤقت للمنفعة العامة والذي ينص على إنشاء إدارة نزع الملكية كإدارة مستقلة تتبع المجلس البلدي وتضمنت المادة الثانية من القانون على تعيين مديرها بموجب مرسوم ويكون مسؤولا أمام رئيس المجلس البلدي، وحدد إجراءات نزع الملكية واللجان العاملة بالإدارة انسجاماً مع أحكام المادة (18) من دستور الكويت على أن تكون الملكية الخاصة مصونة، فلا يمنع أحد من التصرف في ملكه ولا ينزع من أحد ملكه إلا للمنفعة العامة، كما نصت عليه المادة الأولى من القانون 33 لسنة 1964 على أن نزع ملكية العقارات أو الأراضي والاستيلاء عليها مؤقتاً إلا للمنفعة العامة ومقابل تعويض عادل ووفقا لأحكام هذا القانون. وهذا الإجراء نصت عليه اغلب دساتير دول العالم التي توصي بحق الفرد بحرية التملك ومبدأ صيانة الملكية الخاصة .
وهكذا نرى أن دستور دولة الكويت عزز مبدأ حق الفرد بحرية التملك وصيانة الملكية الخاصة من خلال نصوص مواد الدستور وقوانين الدولة .
لذلك كانت الرؤية واضحة وجلية لدى القائمين على الأمر فقد قاموا بوضع التخطيط العمراني لدولة الكويت الآمر الذي استدعى أن تضع الدولة يدها على أملاك خاصة بقصد تنفيذ مشاريعها العامة بعد تثمينها وتعويض أصحابها بشكل عادل .

### إنشاء بلدية الكويت
تم إنشاء بلدية الكويت في 15 ذو القعدة عام 1348 هجرية الموافق 13 أبريل عام 1930 ميلادي وقد مارست البلدية منذ إنشائها أدواراً عديدة تتوافق مع بساطة المجتمع الكويتي في ذلك الوقت وحجم المدينة القديمة .
وقد شملت مهامها في ذلك الوقت : النظافة والصحة العامة، وسائل النقل والمعونات الاجتماعية وهدم الأبنية والإستملاك لأجل توسعة الشوارع والقيام بالتحسينات المطلوبة .

### أول لجنة تثمين
شكلت أول لجنة تثمين بالكويت وضمت في عضويتها نخبة من رجال الكويت وهم :-
خالد يوسف المطوع .
عبد الله السدحان .
عبد المحسن الخرافي .
عبد العزيز الزاحم .
أحمد الفهد .
عبد العزيز الراشد .
وتمت أول عملية تثمين في الكويت يوم السبت 14 جمادى الأول عام 1366 هجرية الموافق 1947/4/5 ميلادي حيث تم تثمين ثلاثة بيوت في ذلك اليوم

### أول مجلس للإنشاء
تم تشكيل مجلس الإنشاء والذي يضم مدراء الدوائر في المالية والبلدية والمعارف والصحة والأشغال والأوقاف، وانعقدت أولى جلسات بتاريخ 5 / 2 / 1952 م، وظل هذا المجلس يقوم بمهامه حتى آخر جلسة والتي تحمل رقم 472 بتاريخ 28 / 12 / 1959 وصدرت أول صيغة استملاك أراضي بتاريخ 1 / 2 / 1952 لعقار في منطقة الشامية .

### إنشاء شعبة التثمين
أنشئت بدائرة البلدية شعبة التثمين التي تتبع القسم الفني في إدارة البناء فيما بعد، وكانت المساحة والتنظيم تتبعان دائرة الأشغال العامة، واستمرت لجان التثمين المتعاقبة لعملها في تثمين العقارات المراد استملاكها للمشاريع العامة التي يعرضها عليها رئيس شعبة التثمين، وكانت هذه اللجان ذاتها تقوم بالنظر في طلبات إعادة النظر في تقديراتها للتعويضات عن العقارات المثمنة .قانون رقم 2 لسنة 2006 :صدر القانون رقم 2 لسنة 2006 بشأن تعديل بعض أحكام القانون رقم 33 لسنة 1964 بشأن نزع الملكية والاستيلاء المؤقت للمنفعة العامة حيث ينص القانون على إنشاء إدارة مستقلة تلحق بوزارة المالية وتسمى إدارة نزع الملكية للمنفعة العامة ويعين مديرها بمرسوم ويكون مسؤولاً أمام وزير المالية ويصدر بالهيكل التنظيمي للإدارة قرار من وزير المالية كما تم في القانون المذكور استبدال نصوص المواد 2 5, 6 , 8 , 9 من القانون رقم 33 لسنة 1964 .

### الوكلاء
فيما يلي الوكلاء الذين تعاقبوا على إدارة نزع الملكية للمنفعة العامة حيث تشرفت الإدارة بقيادة نخبة من السادة المدراء التالية أسمائهم:
| الاسم                                                    | المسمى           | التاريخ         | الصورة |
| -------------------------------------------------------- | ---------------- | --------------- | ------ |
| المغفور له بإذن الله تعالى السيد حمد عبد اللطيف الفارس . | وكيل وزارة       | 1964-1968       |        |
| السيد تركي العلي التركي - وكيل وزارة .                   | وكيل وزارة       | 1969-1984       |        |
| السيد منصور سالم النصار                                  | وكيل وزارة مساعد | 1988-2000       |        |
| السيد فهد علي الشعلة                                     | وكيل وزارة       | 2001-حتى تاريخه |        |